# Парацыганские языки
Парацыганские языки — термин, используемый в лингвистике, относящийся к цыганским языкам. Большинство этих языков являются смешанными, то есть основа языка взята преимущественно из цыганского, но также там присутствует влияние других языков. Но есть и такие языки, которые не являются смешанными, и основа у них только цыганская. Большинство парацыганских языков основано на индоевропейских языках. К исключениям относятся язык лаиусе, в основу которого входит эстонский язык, и эрроминчела, в основе которой лежит баскский язык.

## Языки
- На палеобалканской основе:
  - Ломаврен (на армянской основе)
  - Цыгано-греческий язык (на греческой основе)
- На финно-угорской основе:
  - Лаиусе† (на эстонской основе)
- На германской основе:
  - Англо-цыганский язык (на английской основе)
  - Датский роди (на датской основе)
  - Скандинавско-цыганский язык
  - Синти-манойч
- На романской основе:
  - Португальский кало (на португальской основе)
  - Испанский кало (на испанской основе)
- На славянской основе:
  - Сэрвицкий диалект (на украинской основе)
  - Цыгано-сербский язык (на сербской основе)
- На кельтской основе:
  - Валлийско-цыганский язык
  - Шелта (также в значительной степени содержит английские элементы)

- Другие:
  - Эрроминчела (на баскской основе)
  - Татарско-цыганский жаргон (на крымскотатарской основе)[1]

- Не смешанные парацыганские языки:
  - Чешский цыганский язык†
  - Финский кало

*† выделены мёртвые языки